# Nichts mehr wie vorher
Nichts mehr wie vorher ist ein deutscher Fernsehfilm aus dem Jahr 2013, der von Zeitsprung Picture für Sat.1 produziert wurde.

## Handlung
Der elfjährige Fabian ist missbraucht und ermordet worden. Weil Augenzeugen den 16-jährigen Daniel Gudermann in der Nähe des Tatorts gesehen haben, will die Polizei ihn festnehmen. Als die Polizei bei den Gudermanns klingelt und Daniel sprechen will, rennt er davon – und macht sich damit verdächtig. Unter den Augen der Nachbarn wird er abgeführt. Ein Mitschüler filmt ihn dabei. Kurz darauf steht das Video von Daniels Verhaftung im Internet. Die Bürger der Kleinstadt haben ihr Urteil gefällt: Daniel muss der Mörder sein. Eine unerträgliche Hetzkampagne gegen ihn, seine Eltern Claudia und Ulli sowie seine Geschwister Emma und Theo beginnt. Soko-Leiter Udo Mathias agiert trotz des Drucks der Bevölkerung und der Medien souverän. Die junge Hauptkommissarin Leonie Ahrens hingegen will Daniel schnell als Täter überführen. Sein Alibi ist geplatzt, und es gibt Spuren vom Tatort an seiner Kleidung. Sie setzt darauf, dass er gesteht.
Während seine Mutter Daniel mit Zähnen und Klauen verteidigt und an seine Unschuld glaubt, wird sein Vater misstrauisch – zumal er auf Daniels Laptop eine Seite für homosexuelle Männer findet. Das bisherige Leben der Familie wird aus den Angeln gehoben. Als ein Polizist die Hinweise noch einmal prüft, fällt auf, dass Daniel wahrscheinlich unschuldig ist. Fotos, die den Täter zeigen, verdeutlichen, dass der Täter eine Jacke mit einem Vereinslogo trug. Dies führt die Polizei zu Tobias Sauer. Er gesteht die Tat.
Daraufhin wird Daniel aus der U-Haft entlassen und nach Hause gebracht. Dort kommt es zu einem Zusammenstoß mit seinem Vater. Daniel kann ihm nicht verzeihen, dass er an seiner Unschuld gezweifelt hat. Kurz nach dem Streit verlässt er das Haus und rennt zum See. Seine Schwester Emma folgt ihm und er gesteht ihr, dass er sich zur Tatzeit am See befand, weil er dem Nachbarssohn Sven, der dort regelmäßig seine Laufrunden absolvierte, endlich sagen wollte, was er für ihn empfindet. Dazu kam es aber nicht, da Sven an diesem Tag mit seiner jüngeren Schwester unterwegs war.
Am Ende des Films geht Daniel wieder zur Schule.

## Hintergrund
Während der Ermittlungen zum Mordfall „Lena“ in Emden und der Festnahme eines Tatverdächtigen wurde per Facebook und öffentlich zur Selbstjustiz aufgerufen. Nachdem sich herausstellte, dass der Tatverdächtige unschuldig ist, gab es eine Reihe von Solidaritätsbekundungen. Dies inspirierte die Macher des TV-Dramas zu ihrem Film.
Die Dreharbeiten fanden vom 14. Februar bis zum 18. März 2013 in Nordrhein-Westfalen statt. Zumindest im Luftbild ist Bergheim bei Troisdorf zu erkennen. Das Satellitenbild des Tatortes zeigt zudem die dortige Rheinaue. Das Film-Auto der Familie Gudermann ist tatsächlich im Rhein-Sieg-Kreis zugelassen.
Als „Waldhotel“ diente für die Dreharbeiten das Dorint Hotel Bonn auf dem Venusberg.
Im Filmgeschehen geschah die Tat in den Rheinauen der fiktiven Stadt Halden. Laut Staatsanwältin soll hier die Polizeiinspektion des real existierenden Kreises Mettmann zuständig sein. Rheinanlieger des Kreises ist tatsächlich Monheim am Rhein, wo auch das Otto-Hahn-Gymnasium ist, ein Pendant, allerdings sichtlich nicht der Drehort, der Otto-Hahn-Schulen in der Filmhandlung.

## Rezeption

### Kritiken
Spiegel Online titelte Frier, Freude, Eierkuchen? Bei den Sat.1-Movies am Dienstag mit Sendergesichtern wie Annette Frier erwartet man ja nichts Großes. Und wird doch gelegentlich überrascht – so wie bei dem Lynchmob-Drama “Nichts mehr wie vorher”, das sich am wahren “Mordfall Lena” orientiert. Der Regisseur „habe mit Jonas Nay keinen besseren Schauspieler für den stolzen und doch verletzlichen Jugendlichen finden können.“
Die WAZ bezeichnete das Drama als „brillanten Sat.1-Film“. „Der Film erzähl[e] seine Geschichte konsequent aus der Perspektive des Opfers, der Opfer […]“ und arbeite „klar heraus, dass viele Menschen in der Stadt gar nicht an einer besonnenen Aufklärung des aufwühlenden Falls interessiert [seien]“ […] und verdeutliche zudem, „dass mancher Zeitgenosse sich in der empörten Masse versteck[e], um ungestraft zu mobben und am liebsten sogar Selbstjustiz zu verüben.“ Jürgen Overkott befand, dass Regisseur und Drehbuch-Autorin aber auch einen kritischen Blick auf die Polizei vor Ort, vor allem auf die ehrgeizige Jung-Polizistin (Bernadette Heerwagen) […] werfe.
Das Online-Fernsehmagazin Quotenmeter.de meinte, dass der Film „trotz kleiner Schwächen in der Inszenierung und einem holprigen Auftakt ein hervorstechender Beitrag des deutschen Drama-Fernsehfilms geworden [sei].“

„Frei nach einem authentischen Mordfall konstruierter Justizkrimi, der differenziert mit Fragen nach der Würde von Opfer und Angeklagtem umgeht und das Thema der Vorverurteilung nicht zuletzt dank überzeugender Darstellerleistungen angemessen und überdies spannend umsetzt.“

### Einschaltquoten
Die Premiere am 24. September 2013 sahen 3,27 Millionen Menschen. In der werberelevanten Zielgruppe der 14- bis 49-Jährigen erzielte der Film einen Marktanteil von 12,5 %.